# El Cid (película)
El Cid es una película épica ítalo-estadounidense de 1961 producida por Samuel Bronston y dirigida por Anthony Mann. Estuvo protagonizada por Charlton Heston, Sofía Loren, Raf Vallone, Geneviève Page, Herbert Lom, John Fraser, Gary Raymond y Tullio Carminati. El guion se atribuye a Fredric M. Frank, Philip Yordan y Ben Barzman, con contribuciones no acreditadas de Bernard Gordon .
Trata de la vida del guerrero castellano Rodrigo Díaz de Vivar, el Cid (del árabe as-sidi, que significa 'el señor').
El Cid se estrenó el 6 de diciembre de 1961 en el Teatro Metropole de Londres y se estrenó el 14 de diciembre en Estados Unidos. La película recibió críticas en gran medida positivas que elogiaron las actuaciones de Heston y Loren, la cinematografía y la partitura musical. Continuó recaudando 26,6 millones de dólares durante su presentación inicial en cines. Fue nominada a tres premios Óscar: a la mejor dirección artística, mejor banda sonora de una película dramática o de comedia, y mejor canción original.

## Trama
El general Ben Yusuf, perteneciente a la dinastía almorávide, convoca a los emires de Al-Ándalus en el norte de África. Estos son reprendidos por coexistir pacíficamente con sus vecinos cristianos, lo que va en contra de su sueño de dominación mundial islámica. Los emires regresan a Al-Ándalus con órdenes de reanudar las hostilidades con los cristianos, mientras Ben Yusuf prepara su ejército para una invasión a gran escala.
Rodrigo Díaz de Vivar, camino de su boda con doña Jimena, rescata un pueblo castellano del ataque de un ejército moro. Dos de los emires que han participado en el asalto, Almutamin de Zaragoza y Al-Kadir de Valencia, son capturados. Más interesado en la paz que en la venganza, Rodrigo escolta a sus prisioneros hasta Vivar y los libera con la condición de que nunca más ataquen las tierras del rey Fernando de Castilla.
Por su acto de misericordia, don Rodrigo es acusado de traición por el conde Ordóñez, siendo apoyado por el conde Gormaz, padre de Jimena y campeón del rey. El anciano padre de Rodrigo, don Diego, llama mentiroso a Gormaz y este le golpea con un guante, desafiándole a un duelo. En una reunión privada, Rodrigo le ruega a Gormaz que le pida perdón al anciano, pero Gormaz se niega, por lo que Rodrigo se enfrenta a este y acaba asesinándolo. Jimena, que es testigo de la muerte de su padre, jura vengarlo y renuncia al amor que sentía por su prometido. Aprovechando la muerte del conde Gormaz, el rey Ramiro de Aragón reclama la ciudad de Calahorra y exige un combate singular. Rodrigo, que pretende restituir su honor a ojos del rey, se presta voluntario para participar en el combate, derrotando al oponente aragonés, Martín González.
Convertido en campeón del rey, el Cid es enviado a Al-Ándalus para recaudar tributos a los moros, pidiendo que le entreguen a doña Jimena como esposa a su regreso, para cuidarla en compensación por el asesinato de su padre. Doña Jimena promete al conde Ordóñez, quien acompaña al Cid en la expedición, que se casará con él si mata a Rodrigo. Ordóñez, con ayuda de Al-Kadir de Valencia, le tiende una emboscada a Rodrigo y sus hombres, pero Almutamin de Zaragoza acude en su auxilio y hace huir a los atacantes. Descubierto el engaño, Rodrigo perdona al conde Ordóñez y regresa a casa para casarse con doña Jimena, pero el matrimonio no se consuma, pues Jimena se niega.
Al fallecer el rey Fernando, sus hijos Sancho y Alfonso se pelean por la sucesión, ya que el primero desea ser rey único y el segundo recuerda que su padre dividió el reino entre sus herederos, dándole Castilla a Sancho; Asturias y León a Alfonso; y Zamora a la princesa Urraca. Es Sancho quien sale victorioso en el combate singular, enviando a su hermano Alfonso a las mazmorras de Calahorra. Rodrigo, que juró proteger por igual a todos los hijos del rey, derrota sin ayuda a los guardias de Alfonso y lo lleva hasta Zamora, ciudad bajo dominio de Urraca. Sancho llega hasta sus muros para reclamar que se le entregue a Alfonso, pero Urraca se niega. Mientras tanto, Ben Yusuf llega a Valencia, ciudad desde donde planea desembarcar a su armada. Allí, contrata al noble cristiano Dolfos, quien engaña y asesina al rey Sancho frente a las murallas de Zamora. Con ello, Ben Yusuf pretende sembrar la sospecha de que el asesinato ha sido ordenado por su hermano. Aunque Alfonso se convierte en el único rey, el Cid le obliga a hacer un juramento sobre la Biblia de que no participó en el asesinato de su hermano Sancho. Como castigo por esta ofensa, el nuevo rey dicta el destierro de Rodrigo. Doña Jimena, al comprender que aún lo ama, decide unirse al exilio de su marido, pero el Cid la deja en un monasterio y parte acompañado de un nutrido grupo de hombres fieles, abandonando Castilla.
Años más tarde, Rodrigo es requerido en la corte por el rey Alfonso, a quien Ben Yusuf le ha retado a enfrentarse en Sagrajas. El Cid se lo desaconseja, pues cree conveniente conquistar Valencia. El monarca rechaza a los aliados del Cid e insiste en que acuda a Sagrajas. El Cid visita a doña Jimena en el monasterio, donde conoce a sus dos hijas gemelas, Elvira y Sol. Desde allí, desoyendo la orden de su rey, Rodrigo se alía con Almutamin de Zaragoza para sitiar Valencia. Tras ser derrotado en la Batalla de Sagrajas, el rey Alfonso ordena encarcelar a doña Jimena y a sus hijas, obligando a Rodrigo a abandonar el sitio de Valencia y acudir a Burgos, en peligro ante el avance almorávide. Afortunadamente, el conde Ordóñez las libera y traslada a Valencia, zanjando definitivamente su rivalidad con el Cid. Sabiendo que los habitantes de la ciudad de Valencia están hambrientos, Rodrigo ordena arrojarles pan con sus catapultas, poniendo a los ciudadanos en su favor, quienes abren las puertas de la ciudad y asesinan al emir Al-Kadir. Aunque todos piden al Cid que se corone rey de Valencia, este envía la corona al rey Alfonso.
Ben Yusuf llega con su inmenso ejército invasor y, tras torturar y asesinar al conde Ordóñez, sólo Valencia le separa de conquistarlo todo. La batalla entre ambos bandos comienza bien para los defensores, pero el Cid es alcanzado en el pecho por una flecha y regresa a Valencia, a la vista del ejército moro. Almutamin cree que Rodrigo puede salvar la vida si se le saca la flecha, pero este se niega, pues hacerlo lo incapacitaría para el ataque del día siguiente. Rodrigo, dispuesto a acallar los rumores de que ha muerto, saluda a los habitantes de Valencia y les promete que cabalgará a su lado por la mañana. Minutos antes de que el Cid fallezca, el rey Alfonso llega a Valencia lleno de culpa y le pide perdón, prometiéndole cuidar de sus hijas. Sus aliados cumplen el último deseo de Rodrigo, atándolo con ayuda de una estructura de madera a su caballo. Guiado por el rey Alfonso y el emir Almutamin, el cadáver del Cid lidera una carga montada contra los ahora aterrorizados soldados de Ben Yusuf, que creen que el Cid ha resucitado de entre los muertos. En el pánico que sobreviene, Ben Yusuf es arrojado de su caballo y aplastado bajo los cascos de Babieca, dejando que su ejército disperso sea aniquilado. El rey Alfonso dirige a cristianos y moros en una oración para que Dios reciba el alma "del caballero más puro de todos".

## Reparto
- Charlton Heston es Rodrigo Díaz de Vivar.
- Sofia Loren es Jimena Díaz.
- Raf Vallone es conde Ordóñez.
- Geneviève Page es Urraca de Zamora, hermana de Alfonso VI de León.
- John Fraser es Alfonso VI de León.
- Hurd Hatfield es Arias.
- Massimo Serato es Fáñez, sobrino de Rodrigo.
- Frank Thring es Al Kadir, rey de Valencia.
- Michael Hordern es don Diego Laínez, el padre de Rodrigo.
- Manuel Martínez Escrich es Guerrero.
- Andrew Cruickshank es Diego Gómez de Gormaz, conde de Oviedo.
- Douglas Wilmer es Al-Mutamin, rey de Zaragoza.
- Tullio Carminati es Al-Jarifi.
- Gary Raymond es el príncipe Sancho II de Castilla.
- Herbert Lom es Ben Yussuf.
- Ralph Truman es el rey Fernando I, padre de Sancho, Alfonso y Urraca.
- Javier Portillo es bufón de la corte de Ortiz.

## Comentarios
La preferencia de Samuel Bronston por Carmen Sevilla (con la que acababa de rodar Rey de reyes) en detrimento de Sara Montiel, hizo que surgieran problemas entre productor y director, Anthony Mann, esposo de Sara Montiel. Ella contaba con desdén cómo rechazó el papel sugiriendo que lo realizara la bella Sofía Loren.
Para algunas escenas de masas se utilizaron reclutas que estaban realizando el servicio militar. 
La película fue rodada en varios puntos de España; entre ellos, los siguientes:
- Ávila.
- Ampudia (Palencia)
- Burgos
- Calahorra (La Rioja)
- Belmonte (Cuenca)
- Madrid: Estudios Chamartín
- Manzanares el Real (Madrid)
- Peñíscola (Castellón)
- Gormaz (Soria)
- Toledo
- Torrelobatón (Valladolid)
- Ripoll (Gerona): en el monasterio
- León
- Colmenar Viejo (Madrid): en la Ermita de Nuestra Señora de los Remedios

Fuera de España, se rodó en Roma y en Bamburgh Beach (Reino Unido).

## Premios
Medallas del Círculo de escritores cinematográficos.
| Categoría                                 | Película | Resultado |
| ----------------------------------------- | -------- | --------- |
| Mención especial como película extranjera | El Cid   | Ganadora  |

La película tuvo tres candidaturas al Óscar:
- por la mejor dirección artística
- por la mejor música
- por la mejor canción, El halcón y la paloma (The Falcon and the Dove)

## Diferencias con los hechos históricos
- Fernando I tenía también una hija llamada Elvira, que se hizo con el Señorío de Toro a la muerte de su padre y un hijo llamado García, que fue rey de Galicia a la muerte de su padre. Ambos personajes no aparecen ni se les menciona en la película.
- Almutamin, rey de la Taifa de Zaragoza, jura lealtad al Cid al principio del metraje, reinando aún el rey Fernando I, muerto en 1063. La realidad es que Almutamin y el Cid solo tuvieron relación entre 1081 y 1085. Además, Almutamin tampoco residió en Valencia junto al Cid, pues murió antes de que la ciudad fuese conquistada por aquél, en 1094.
- El padre de doña Jimena no fue el conde Gormaz, personaje ficticio, sino el conde Diego Fernández. Además, el Cid y doña Jimena no contrajeron matrimonio antes de la muerte de Fernando I, sino alrededor de diez años más tarde, a propouesta de su hijo, el rey Alfonso VI. Por tanto, el arco argumental del asesinato del padre de Jimena es totalmente ficticio.
- Peñíscola aparece representada como si fuera Valencia. Sin embargo, el casco histórico de Valencia no está en la costa, sino en la llanura aluvial de Turia, por lo que la ciudad medieval no tenía acceso directo a la playa, estando unos kilómetros tierra adentro.
- Urraca heredó Zamora, no Calahorra. De hecho, Alfonso se refugió junto a su hermana en Zamora, frente a cuyas murallas fue asesinado Sancho a manos de Vellido Dolfos, según la leyenda. Aun así, en ninguna fuente se implica a Almutamin como instigador del asesinato, siendo una disputa interna del Reino de Castilla. Además, la trama da a entender que la disputa entre ambos hermanos se inicia en 1063, a la muerte del rey Fernando I, pero en realidad ambos convivieron sin atacarse hasta la muerte de la reina madre Sancha de León, en 1067.
- Aunque en la película parece mostrar una actitud neutral en las disputas entre Sancho y Alfonso, el Cid siempre sirvió y combatió de parte del príncipe Sancho. Con Alfonso como rey, Rodrigo mantuvo buenas relaciones con el nuevo monarca, siendo éste quien le propuso un matrimonio ventajoso con Doña Jimena. Finalmente, su destierro no se debió a su actitud en la Jura de Santa Gadea, episodio actualmente considerado legendario, sino a una incursión por parte del Rodrigo en la Taifa de Toledo, entonces bajo la protección directa del rey Alfonso.
- Basada en el Cantar de mío Cid, la película muestra a Rodrigo con dos hijas, llamadas Elvira y Sol. En realidad, las fuentes confirman que los hijos del Cid fueron Cristina, Diego y María.
- Al-Kadir de Valencia es presentado como un traidor aliado a los almorávides, pero en realidad fue vasallo del Cid, asesinado por aquéllos dos años antes de la toma de Valencia, en 1094.
- En el sitio de Valencia no se lanzaron hogazas de pan, aunque recuerda a los "bombardeos del pan" de 1938, realizados por Franco sobre varias ciudades republicanas, en la Guerra Civil. La película muestra al Cid rechazando la corona de Valencia pero, en realidad, Rodrigo Díaz de Vivar se hizo titular como «príncipe Rodrigo el Campeador» tras conquistar esta ciudad.
- El rey Alfonso VI no llegó a Valencia a la muerte del Cid, sino que lo hizo un año después, en 1100, estando ya viuda doña Jimena. Más allá del origen legendario de la escena final, el emir Almutamin tampoco pudo estar presente, pues murió en 1084, más de una década antes de que lo hiciese Rodrigo Díaz de Vivar, el cual falleció realmente debido a causas naturales.

## Localizaciones de rodaje
Esta película fue rodada, entre otros sitios, en Peñíscola, Ampudia, Torrelobatón y el Castillo de Belmonte.La Pedriza  

## Recepción
- Es una de las películas favoritas de Martin Scorsese, que la considera «una de las más grandes películas épicas jamás creadas».[4] Scorsese fue una de las fuerzas principales detrás de la restauración y reestreno de El Cid en 1993.[5]